# 平和の寓意 (リーフェンス)
『平和の寓意』（へいわのぐうい、蘭: Allegorie op de vrede、英: Allegory of Peace）、または『平和の勝利』（へいわのしょうり、英: Triumph of Peace）は、オランダ黄金絵画黄金時代の画家ヤン・リーフェンスが1652年にキャンバス上に油彩で制作した絵画である。スペインとネーデルラントの何十年にもわたる戦争を終結させた1648年のヴェストファーレン条約を表し、ローマ神話の賢明の女神ミネルヴァが平和の女神パークスを戴冠するところを描いている。作品は1877年以来、アムステルダム国立美術館に所蔵されている。

## 作品
本作は、平和を表す女性が戦争を表す甲冑姿の女性に月桂冠を授けられている姿を表している。オリーヴの枝を持ったローマ神話の平和の女神パークスが、ローマ神話の賢明の女神ミネルヴァにより戴冠されている場面である。パークスの足元には、剣を持った手を鎖で縛られている男が横たわっている。彼は戦争の神マールスである。右側では女性たちが果物の籠を持っており、プットが太鼓を叩いている。左側では2人のプットたちが男の脚に鎖をつけており、さらに花を持ったプットや女性たちもいる。

## 評価
著作家のデイヴィッド・チャールズ (David Charles) は、本作の構図は「ぎこちなく」、平和の女神が「恐ろしく斜視である」としながらも、小さな天使たちの美しさが作品を救っていると述べた。ナショナル・ギャラリー (ワシントン) は、本作が複雑な図像を持っていると見ている。美術批評家のケン・ジョンソン (Ken Johnson)  は、ニューヨーク・タイムズ紙の記事の中で本作は「ルーベンスがこのような神話的象徴 (作品) にもたらすことができたであろう類のダイナミズムには遠く及ばない」とし、羽の生えたプットたちが飛び回っている「大きな、甘い寓話」と呼んだ。